# 侏羅紀公園
《侏罗纪公园》（英語：Jurassic Park）是一部1993年的科幻电影，由斯蒂芬·斯皮尔伯格執導，改編自迈克尔·克莱顿於1990年發表的同名小說。《侏羅紀公園》至2022年為止仍名列全球票房榜前十名之內，首集票房成功之後並發展成系列電影。1997年拍攝續集《侏罗纪公园：失落的世界》、2001年的第三集《侏羅紀公園3》、2015年的第四集《侏羅紀世界》，2018年的第五集《侏羅紀世界：殞落國度》和2022年的第六集《侏罗纪世界：统霸天下》。此电影在当时创下全球电影票房最高纪录，目前则仍然保持着全球电影票房第33位（不计通货膨胀影响）以及北美电影票房第33位（不计通货膨胀影响）的纪录，同时也是斯皮尔伯格的執導生涯之中票房最高者。
《侏羅紀公園》是世上公認的經典電影之一，它是第一部廣為使用電腦繪圖來製作動物的電影，並成為電影特效上的一個里程碑。也是第一部使用DTS音效系统的电影。另外，電影加強恐龍在流行文化中的影響，公眾對恐龍的興趣大大提升，同時關於史前恐龍的新理論也更快速的向世人傳遞（例如恐龍與鳥類之間具有演化的關係）。和先前的其它電影相比，《侏羅紀公園》對恐龍的描寫更具寫實性，這是因為有古生物學家指導此片的拍攝。
2013年，電影公司在全球不同地區放映该片的IMAX 3D版，以庆祝影片上映20周年，此次重映後最終總票房成功突破10億美元。

## 劇情
1993年，生物科研集團「國際遺傳公司」（InGen）進行恐龍化石開挖工作時，偶然發現來自於上古時代、存有史前蚊子的琥珀，從蚊子體內提取出稀有的恐龍血液，由此獲得恐龍部份基因，再加入兩棲動物的基因成功“復活恐龍”。總裁約翰·哈蒙德創立開辦名為「侏羅紀公園」的恐龍主題樂園，邀請著名古生物學家亞倫·葛蘭與其助手愛麗·薩特勒、混沌理論專家伊恩·馬康姆、以及檢測公園安全問題的公司股東唐納·卓那羅前去參觀，並希望眾人能為其背書。直升機抵達位於哥斯達黎加海域西南方的努布拉島，眾人剛到達不久就親眼目睹一條腕龍與多數草食恐龍，對眼前不可思議的景象目瞪口呆。

侏羅紀公園裡的腕龍

在遊客中心的實驗室中，遺傳學家亨利·吳講解他們以複製技術復活恐龍、靠修改染色體確保所有新生恐龍為母性，並觀看一隻迅猛龍孵化的過程。基於之前發生過一次保全人員被迅猛龍咬死的意外，使他們決定對迅猛龍單獨監禁在高度防護場中，由公園保全主管羅伯特·蒙度看守。午餐期間，一行人開始針對公園概念化以及復活恐龍的克隆倫理問題展開議論，馬康姆指責約翰任意動用基因工程，聲言最終會帶來災害。約翰的兒孫倆莉絲和提姆隨即到達公園，所有人坐上觀光汽車進入遊覽區，期間遇到一隻生病的三角龍，愛麗於是決定留下照顧牠。然而熱帶風暴開始席捲島嶼，大部分人員集體搭船返回美國大陸避難，留下一小部分人留下來繼續運轉。
樂園程式設計師丹尼斯·納德利受到公司競爭對手「拜奧辛」（BioSyn）的賄賂，準備將公園稀有恐龍胚胎偷運給他們。但由於碼頭接應他的船隻因為風暴而必須提早啟程，納德利設置一系列自動程式關閉安全系統來掩蓋行蹤，將盜取的胚胎裝進一個為走私設計的刮鬍泡罐裡，開車走遊覽區的捷徑前往東碼頭。不料，關閉安全系統反而引起連鎖反應，造成公園所有高壓防護電網均失效。回程途中的亞倫一行人的遊覽車因此停駛在暴龍飼育場外，暴龍當場咬破電網逃出來。膽怯的卓那羅躲入一旁的廁所，暴龍受燈光吸引而攻擊姐弟倆在內的遊覽車，馬康姆冒險用訊號彈將暴龍引走，不慎被暴龍撞塌的廁所壓傷腿。卓那羅當場被暴龍吃掉，亞倫趁機救出莉絲，但提姆卻跟著汽車一起被暴龍推下懸崖、卡在下方的樹上，亞倫帶莉絲逃至下方後上樹將受驚的提姆救下來，陪姐弟倆在恐龍區的樹上度過一晚。
愛麗與羅伯特趕到暴龍場營救受傷的馬康姆，但遭暴龍追逐只能先撤退。而納德利前往碼頭時車不慎拋錨，試圖抄近道時意外撞見一條雙冠龍，被牠噴出的毒液毒傷眼睛，最後直接被牠在車中吃掉；他裝載胚胎的罐子也滑出去被泥水覆蓋起來。隔天，亞倫陪莉絲和提姆折返途中發現恐龍野外繁殖留下的恐龍蛋殼，推論起因於這些參入蘆葦蛙基因所哺育的恐龍，同樣能產生兩棲DNA，使其能夠在單一性別環境中自行改變性別；正好應驗馬康姆說過的話「生命會找到出路」。另一方面，工程師雷·阿諾德無法撤銷納德利的程序，哈蒙德下令關閉並重啟整座公園的系統。由於部分電力系統需要單獨開啟，阿諾德前去維修間以外，其他人躲至避難地堡。當阿諾德遲遲沒回來後，愛麗和羅伯特出去視察，卻剛好發現所有迅猛龍因為系統關閉，因此集體咬斷電網逃進叢林中。
羅伯特掩護愛麗進入維修間，獨自留在叢林中想辦法獵殺迅猛龍，不幸反被迅猛龍以捕獵方式吃掉。愛麗透過對講機照約翰的指示將所有系統重啟，無意間造成當時正在爬電網到另一邊的提姆被電擊，最後還是亞倫靠心肺復甦救醒他。愛麗馬上受一隻維修間中的迅猛龍追趕，愛麗同時發現牠已殺死阿諾德，逃出去並將該迅猛龍關在裡面。亞倫陪姐弟倆回到遊客中心，將她們倆安頓在餐廳後出去尋找其他人，並在不遠處找到愛麗。這時，兩隻迅猛龍走進遊客中心，迫使姐弟倆到廚房躲開牠們，最後機智地將一隻迅猛龍鎖進冷凍庫中。亞倫和愛麗回來營救姐弟倆後集體跑入控制室，但迅猛龍很快就過來撞門，由於門鎖均失效，騰不出手的亞倫和艾莉只能聯手擋門。而眾人當中唯一懂納德利電腦上的UNIX操作系統的莉絲，及時找到正確程序而重啟公園所有系統。
亞倫用恢復的電話致電約翰呼叫救援直升機，但迅猛龍破窗而入，他們便從天花板中的通風道爬回大廳，卻被兩隻迅猛龍前後夾擊。而暴龍及時進來殺死所有迅猛龍，讓眾人趁機逃出去坐上約翰的吉普車，集體搭乘救援直升機飛離努布拉島。途中，疲累的孩子們依偎在原本不喜歡小孩的亞倫身旁，而愛麗和亞倫望著外頭從恐龍演化而來的鳥類於海面上翱翔。

## 演員
| 演員                               | 角色                                       | 介紹 |
| 山姆·尼爾 Sam Neill                | 亞倫·葛蘭特 Dr. Alan Grant                 | 古生物學家，領導恐龍化石勘驗小組，對迅猛龍一類的龍種十分著迷。他一向不喜歡小孩，這次受哈蒙德邀請參觀侏羅紀公園，幫忙照顧他的兒孫倆。 |
| 蘿拉·鄧恩 Laura Dern               | 愛麗·塞特勒 Dr. Ellie Sattler              | 古植物學家，亞倫的搭檔，和他一起勘驗化石。和亞倫一起參觀樂園，對恐龍充滿愛心，三角龍是她最喜歡的龍種。                               |
| 傑夫·高布倫 Jeff Goldblum          | 伊恩·馬康姆 Dr. Ian Malcolm                | 研究混沌理論的數學家，受哈蒙德邀請來參觀樂園，待人非常刻薄、憤世嫉俗，但略帶幽默，對復活恐龍一事保持著反感態度。                     |
| 李察·艾登保羅 Richard Attenborough | 約翰·哈蒙德 John Hammond                   | 和藹慈祥、身價億萬的工業大亨，國際基因公司的行政總裁，侏羅紀公園的創辦者，開園前邀請家人和貴賓前來觀摩。                             |
| 雅莉安娜·理察斯 Ariana Richards    | 艾莉西絲·「莉絲」·墨菲 Alexis "Lex" Murphy | 哈蒙德的孫女，是一位素食者，癡迷於電腦的宅女。對恐龍等動物一向會產生抵觸，但卻是眾人當中最精通電腦的人。                             |
| 約瑟夫·馬傑羅 Joseph Mazzello      | 提摩西·「提姆」·墨菲 Timothy "Tim" Murphy  | 哈蒙德的孫子，莉絲的弟弟，是亞倫的書迷。喜歡恐龍、活潑好動，參觀期間緊跟在亞倫身後                                                   |
| 韋恩·奈特 Wayne Knight             | 丹尼斯·納德利 Dennis Nedry                 | 來自劍橋大學的程式設計師，編寫出所有讓樂園自動化的程式，私底下被公司競爭對手收買而偷運恐龍胚胎出去；他是造成公園災難的最大主因。     |
| 山繆·傑克森 Samuel L. Jackson      | 雷蒙·阿諾德 Raymond Arnold                 | 樂園主要系統工程師，為人盡忠職守，總是叼著一根香煙。負責監控及彙報公園的狀況，即使是情況危機也絕不推辭。                             |
| 鮑勃·派克 Bob Peck                 | 羅伯特·蒙度 Robert Muldoon                 | 樂園保全主管，來自肯尼亞的保護官員，有點杞人憂天。曾目睹迅猛龍吃掉自己的部下，而對牠們嚴加看管。                                     |
| 馬丁·費歐 Martin Ferrero           | 唐諾·卓那羅 Donald Gennaro                 | 樂園投資者指派的一位律師代表，來到公園負責為開園前做最後的安全檢測。                                                                 |
| 黃榮亮 B. D. Wong                  | 亨利·吳 Dr. Henry Wu                       | 華裔遺傳學家，公園研究部門的主管，負責恐龍的培育及孵化作業。                                                                         |

卡梅隆·索爾飾演路易斯·道森（Dr. Lewis Dodgson），賄賂納德利的生物製造公司高層；角色取自原著小說中的同名主要反派。電影製片人傑拉德·R·莫倫扮演哈汀博士（Dr. Harding），在生病的三角龍旁邊照顧的樂園獸醫。而電影攝影師迪恩·康得利客串在碼頭跟納德利通電話的人。

## 製作

### 拍攝

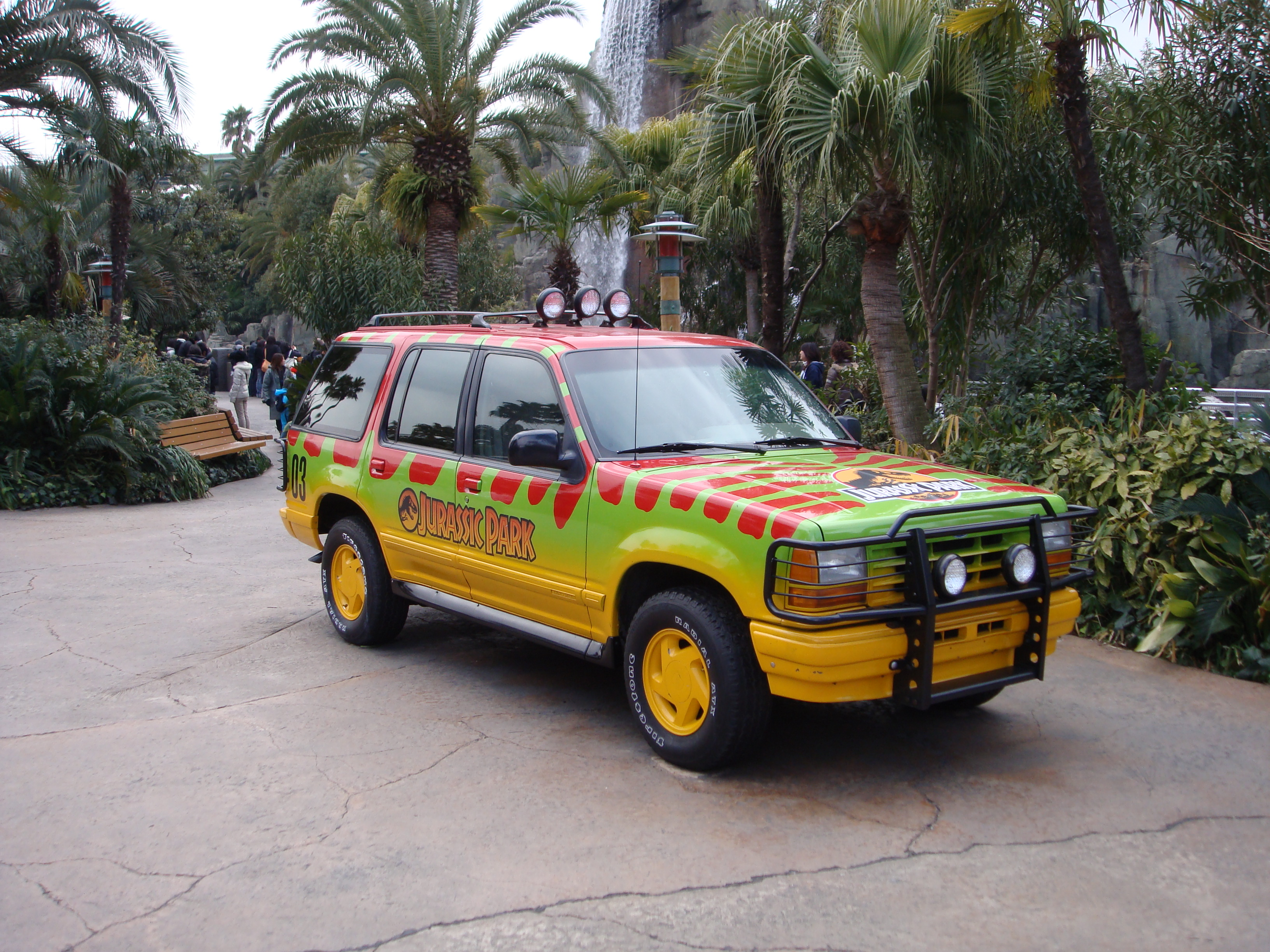
電影中福特探險家位於大阪環球影城的複製品.

經過25個月的前置工作後，1992年8月24日開始進行拍攝，在夏威夷的考艾島取景，古蘭尼牧場是其中一個主要拍攝場地。由於哥斯大黎加才是原著設定的背景，史匹柏原本打算在該國拍攝。但史匹柏擔心基礎設施不足的問題，於是選擇了他過去拍過電影的夏威夷為拍攝地點。為期三週的拍攝中，包括各式各樣的紐巴那島森林白天外景。9月11日，颶風伊尼基正面侵襲考艾島，讓劇組整整一天無法拍攝。電影中許多暴風雨場景是在颶風期間拍攝的。

## 評價
爛番茄網站上對這部電影的專業評價為92分，在134條專業評論中，123條專業評論認為這部片好，11條專業評論認為這部片不好，所以平均評分為8.4/10  ，觀眾的評價則是91分，在1065540位爛番茄的用戶發表的評論中，平均評分為4.3/5 。

## 票房和獎項
《侏羅紀公園》獲得市場上的極大成功，在1993年北美首週票房為4702萬美金 , 成為當時首週票房歷史新高。全球票房高達九億美金,並一度成為電影史上最賣座的電影，至1997年才被《鐵達尼號》（Titanic）取代。
台灣方面，最終全台票房為新台幣4.6億元，一度成為上映最久的電影，並改變了臺灣電影分級制度，上映之初為輔導級，後改為新設的保護級。
香港方面，是影史上首部突破六千万港币的电影。
此片獲得奧斯卡金像獎三座獎項：分別是「最佳視覺效果」、「最佳音效剪輯」以及「最佳混音」。並獲得1994年雨果獎的最佳戲劇呈現（Best Dramatic Presentation）。

## 相關軼聞
- 片中對白「生命會找到出路」（"Life finds a way"）成為其經典名言之一。[6]
- 《侏羅紀公園》上映前，臺灣電影分級是沒有保護級[[[Wikipedia:格式手册/链接#章節|錨點失效]]]的，由於許多孩童吵著看恐龍，卻又在觀影後被片中較為驚悚的情節驚嚇過度，造成家長也很無奈地抱怨。新聞局便重新審查分級制度，造就日後保護級制度的誕生。[7]
- 有謠傳電影上映後，造成琥珀的市價上漲。
- 在選擇山姆·尼爾飾演艾倫·葛蘭特之前，哈里森·福特以及李察·德瑞佛斯和威廉·赫特皆為史匹柏曾經考慮的人選。
- 史匹柏一開始希望由雪歌妮·薇佛飾演艾莉·薩特勒。
- 傑夫·高布倫和李察·艾登保羅是最早選定的演員。
- 電影中出現的UNIX系統介面叫做FSN (檔案系統)（英语：fsn (file manager)）。
- 丹尼斯·納德利使用的程式語言為PASCAL。
- 飾演伊恩·馬爾科姆的傑夫·高布倫（Jeff Goldblum）分別在兩部電影中重複一模一樣的臺詞：“一定要快點”（Must go faster）。分別是在《侏羅紀公園》中，躺在吉普車後座發現後方有暴龍追趕時。還有電影《ID4星際終結者》（Independence Day）中和威爾·史密斯（Will Smith）駕駛飛碟逃出太空船母艦時。
- 艾倫·葛蘭特這個角色是基於真實世界的古生物學家傑克·荷納博士，他也是電影的指導。
- 猶他龍（Utahraptor）於電影上映同年被發現，牠是目前已知最大型的迅猛龍近親（同為奔龍科）。
- 電影中的巨型雙門是基於1933年的電影《金剛》，這也造成伊恩·馬爾柯姆在經過時提到了這部電影，電影配樂師約翰·威廉斯在這個橋段使用了類似的鼓聲。
- 電影中吉普車經過的閘門是基於聖地牙哥野生動物園裡的設計。
- 在電影《獵殺紅色十月》（The Hunt for Red October，1990）中，山姆·尼爾飾演一位夢想住在蒙大拿的蘇聯軍官，而在《侏羅紀公園》裡，葛蘭特被敘述成永遠離不開蒙大拿的人。
- 在電影中出現的暴龍、三角龍、迅猛龍、副櫛龍和似雞龍實際上是生存在白堊紀、並非侏羅紀。
- 電影最初安排的結局原是迅猛龍被掉下來的暴龍骨骸困住，得以讓眾人僥倖逃生。後來則修改成較具震撼力的一幕：真正的暴龍出現並攻擊迅猛龍，碰巧救下眾人的性命。

## 與原著小說的差異
- 在小說中的公園遊覽車為Toyota Land Cruisers。而電影因為福特汽車置入性行銷的需要，換成了Ford Explorers。
- 電影中恐龍之所以能夠逃出，只是因為納德利關閉了安全系統。而在小說一開始就有恐龍成功逃出，納德利的破壞只是一連串錯誤的一部分。
- 動物的繁殖能力在小說中被多次提起，而在電影中只提過一次。
- 馬科姆刻薄性的獨白在電影中被減少。
- 電影中暴龍追逐橋段出現的角色為愛麗、蒙度和馬科姆，小說中則為蒙度和卓那羅。
- 許多角色在小說中死亡但在電影中存活，反之亦然。例如卓那羅在小說中存活，但在電影中死亡。另外，哈蒙德在小說中被原細顎龍殺死，但在電影中存活；亨利·吳在小說中被迅猛龍吃掉，電影中早已在災前就搭船去避風暴，並於續集《侏羅紀世界》中再次現身。
- 格蘭特在電影中一開始並不喜歡小孩，但在小說裡是喜歡小孩
- 在電影中，卓那羅被塑造成一個自私的懦夫。然而在小說中，是他前往開啟安全系統的電源，和蒙度一同獵殺暴龍，並於小說結尾與格蘭特等人捣毁迅猛龍巢穴。
- 電影中的約翰·哈蒙德是一位善良、仁慈的長者；但他在小說中是一個追求極大化利益的商人。
- 蕾克絲·墨菲在小說中為提姆的妹妹，電影則相反，並且在小說中精通電腦知識的是提姆，而不是蕾克絲。
- 蒙度在小說中像是一位瘋狂的獵人，在電影中的描述較少並且安靜許多。
- 結尾橋段的不同：小說中格蘭特引誘並毒殺了迅猛龍，電影中則是暴龍與迅猛龍的大戰。
- 小說中的園區員工並不會在下班後離開侏羅紀公園。
- 暴龍在小說中有試圖利用舌頭去抓取提姆。
- 小說中的角色離開遊覽車是為了觀察生病的劍龍，在電影中則是生病的三角龍，劍龍直到電影的續集才出現。
- 小說中的許多橋段被電影的第二集、第三集所採用，例如開場一名小女孩被原細顎龍襲擊的橋段。
- 在小說第一部中，格蘭特帶著孩子們從公園的水路脫逃、被暴龍追趕、遇到翼龍等橋段。被修改並使用在電影續集《侏羅紀公園3》中。其中角色只有格蘭特依舊，暴龍則被換成棘龍。
- 蒙度和卓那羅在小說中找到了納德利的屍體，而納德利在電影中被雙脊龍殺死後就沒再被提起。另外，小說中的雙脊龍比電影中的還要高大許多。而納德利的屍體與掉出去的胚胎罐子，會在《侏羅紀公園：遊戲》中占很大的因素。
- 電影的結尾並沒有說明恐龍的最後遭遇，而在小說最後，整座島被哥斯大黎加軍隊轟炸殆盡（事實上，哥斯大黎加是世界上第一個沒有常設軍隊的國家），只有少數恐龍逃出。
- 格蘭特和愛麗在電影中似乎有感情關係，但在小說中則提到愛麗已經和別人訂婚。
- 作者似乎偏愛可方便替自己代言的伊恩，而在第二集中只用了一頁、幾句話就讓第一集裡技術上已死亡的伊恩復活。而格蘭特只在小說第二集中被配角陶吉森提起一次而已。電影第三集有替格蘭特平反的意味。某种意义上小说试图赶上电影，电影又试图赶上小说。
- 在電影中Hammond創立侏羅紀公園的目標是讓所有人都可以看到恐龍，在小說中他只想大賺一筆。
- 小說中描述侏羅紀公園的設備的精密昂貴、系統的複雜等情節在電影中被大量減少。
- 在小說中被多個角色多次提及和作為章節封面的Malcolm Theory, dragon curves在電影中從未出現。
- 小說中Arnold曾恢復了侏羅紀公園的電力和安全系統，而電影中Arnold對Hammond說沒有Nedry他無法恢復侏羅紀公園，小说中的重启是为了恢复电话系统。
- 小說中的公園遊客負責人Ed Regis並沒有出現在電影裡，Ed Regis的很多戲份，比如在電力失靈時看到暴龍後驚嚇逃進廁所等被分在Gennaro的身上。
- 小說序章中一名受傷建築工人被咬死一段與電影有極大差異。第一，小說中沒有說明那工人的名字，電影中他則名為Jophery Brown。第二，當時在場的工作人員是Ed Regis，電影則為Muldoon。第三，那名工人在小說中是被送往診所後傷重而死，電影中他是直接被迅猛龍吃掉。
- 在電影中公園Hammond和Gennaro都對公園安全很有信心，而在小說中Gennaro從一開始就對公園的安全和可行性產生懷疑。
- 小說中Wu提起除了哥斯達黎加侏羅紀公園外，InGen還將修建歐洲侏羅紀公園和日本侏羅紀公園。
- 電影中Sattler找到了Arnold被迅猛龍咬掉的手臂，小說則沒有。
- 电影中主角在乘车游览时没有看到任何恐龙，小说中雙冠龍、暴龍則有陸續出場的情節。
- 電影中為了引誘暴龍現身而放出來的山羊，直到夜晚暴風雨來臨，柵欄被斷電時才被出現的暴龍吞噬；小說中則是暴龍出現時就將山羊咬死並吞食。

## 外部連結
- AllMovie上《侏羅紀公園》的资料（英文）
- 爛番茄上《侏羅紀公園》的資料（英文）
- Box Office Mojo上《侏羅紀公園》的資料（英文）
- TCM电影资料库上《侏羅紀公園》的资料（英文）
- Metacritic上《侏羅紀公園》的資料（英文）
- 互联网电影数据库（IMDb）上《侏羅紀公園》的资料（英文）
- 開眼電影網上《侏羅紀公園》的資料（繁體中文）
- Yahoo奇摩電影上《侏羅紀公園》的資料（繁體中文）
- 雅虎香港電影上《侏羅紀公園》的資料（繁體中文）
- 豆瓣电影上《侏羅紀公園》的資料 （简体中文）
- 时光网上《侏羅紀公園》的資料（简体中文）